# Betsy Túrnez
Betsy Túrnez (Barcelona, 13 d'octubre de 1974) és una actriu i productora de cinema catalana, nominada a un Gaudí a la millor actriu protagonista per la seva participació en la pel·lícula El rei borni.

## Carrera

### Inicis
Betsy va néixer a la ciutat de Barcelona. Als 1990 va realitzar algunes aparicions menors en pel·lícules com Escenes d'una orgia a Formentera de Francesc Bellmunt (1994) i En brazos de la mujer madura de Manolo Lombardero (1996). Entre 1999 i 2000 va aparèixer en alguns episodis de la telenovel·la Calle nueva.
En la dècada de 2000 l'actriu va estar molt activa en cinema i televisió, a més d'exercir-se com a docent de teatre, ajudant de direcció i entrenadora d'actors. En 2001 va integrar l'elenc de tres produccions per a televisió, El cor de la ciutat, Esencia de poder i Periodistas. El 2002 interpretà el personatge de Mariola a la sèrie Policías, en el corazón de la calle i un any després va encarnar a una infermera a El pantano. Va retornar al cinema el 2004 integrant el repartiment de Semen, una historia de amor, pel·lícula dirigida per Inés París i Daniela Fejerman. El mateix any va aparèixer en la sèrie de televisió de gènere policíac El comisario. Va tancar la dècada de 2000 participant en la pel·lícula Els ulls de la Júlia en el paper d'una recepcionista.

### Reconeixement
Si bé fins a aquest moment les aparicions de Túrnez en cinema i televisió havien consistit en papers menors, la dècada de 2010 portaria un reconeixement nacional més gran per a l'actriu. Després d'aparèixer en la sèrie Kubala, Moreno i Manchón, va passar a integrar l'elenc de la sèrie Pop ràpid, on va interpretar el paper regular de Gina. Després del reconeixement obtingut amb aquesta producció, va mostrar la seva versatilitat com a actriu en interpretar una varietat de personatges en el programa humorístic José Mota presenta.... En 2015 va actuar en el paper de Mar en la pel·lícula còmica Ocho apellidos catalanes. En 2016 va interpretar a Lídia, personatge protagonista en la pel·lícula de Marc Crehuet El rei borni. Aquesta actuació li va valer una nominació al Premi Gaudí en 2017 en la categoria "millor protagonista femenina", perdent davant Emma Suárez. En 2016 va aparèixer en les pel·lícules Contratemps i 100 metros, abans d'integrar l'elenc de les sèries de televisió Cuéntame cómo pasó i El fin de la comedia el 2017. Des del 2018 interpreta el personatge d'Adela a la sèrie Benvinguts a la família.

## Filmografia seleccionada

### Cinema i televisió
- 2023 - La mesías (TV)
- 2022 - Dos años y un día (TV)
- 2021 - Vida perfecta (TV)
- 2021 - Los hombres de Paco (TV)
- 2018 - Paquita Salas (Netflix)
- 2018 - Benvinguts a la família (TV)
- 2017 - Merlí (TV)
- 2017 - La Peluquería (TV)
- 2017 - Amics per sempre (telefilm)
- 2017 - Blue Rai
- 2017 - El fin de la comedia (TV)
- 2017 - Cuéntame cómo pasó (TV)
- 2016 - 100 metros
- 2016 - Contratemps
- 2016 - El hombre de tu vida (TV)
- 2016 - El rei borni
- 2015 - Ocho apellidos catalanes
- 2015 - Y mañana Navidad (Curt)
- 2015 - Ahora o nunca
- 2015 - José Mota presenta (TV)
- 2011-2013 - Pop ràpid (TV)
- 2012 - Kubala, Moreno i Manchón (TV)
- 2010 - Els ulls de la Júlia
- 2005 - El comisario (TV)
- 2005 - Semen, una historia de amor
- 2003 - El pantano (TV)
- 2002 - Mirall trencat (TV)
- 2002 - Policías, en el corazón de la calle (TV)
- 2001 - Periodistas (TV)
- 1997 - En brazos de la mujer madura
- 1996 - Escenes d'una orgia a Formentera

### Teatre
- 2022 - Quant temps em queda?[8]
- 2013-2015 - El Rey Tuerto
- 2014 - Midnight
- 2014 - Magical History Club
- 2013-2014 - Crucidramas
- 2012 - Oxígen
- 2010 - 15/3, 15 piezas en 3 actos